# Cheilotrichia (Cheilotrichia) aroo
Cheilotrichia (Cheilotrichia) aroo is een tweevleugelige uit de familie steltmuggen (Limoniidae). De soort komt voor in het Australaziatisch gebied.